# Лункани (Клуж)
Лункани (рум. Luncani) насеље је у Румунији у округу Клуж у општини Луна. Oпштина се налази на надморској висини од 285 m.

## Становништво
Према подацима из 2002. године у насељу је живело 1454 становника.

### Попис2002.
| Расподела становништва по националности 2002.‍ | Расподела становништва по националности 2002.‍ | Расподела становништва по националности 2002.‍ | Расподела становништва по националности 2002.‍ | Расподела становништва по националности 2002.‍ |
| --------------------------------------------- | --------------------------------------------- | --------------------------------------------- | --------------------------------------------- | --------------------------------------------- |
|                                               |                                               |                                               |                                               |                                               |
| Румуни                                        | Румуни                                        |                                               | 921                                           | 63,4%                                         |
| Мађари                                        | Мађари                                        |                                               | 422                                           | 29,1%                                         |
| Роми                                          | Роми                                          |                                               | 109                                           | 7,5%                                          |